# Exerodonta
Genre
Exerodonta est un genre d'amphibiens de la famille des Hylidae.

## Répartition
Les neuf espèces de ce genre se rencontrent du Mexique au Honduras.

## Liste des espèces
Selon Amphibian Species of the World (10 juin 2017) :
- Exerodonta abdivita (Campbell & Duellman, 2000)
- Exerodonta bivocata (Duellman & Hoyt, 1961)
- Exerodonta catracha (Porras & Wilson, 1987)
- Exerodonta chimalapa (Mendelson & Campbell, 1994)
- Exerodonta melanomma (Taylor, 1940)
- Exerodonta perkinsi (Campbell & Brodie, 1992)
- Exerodonta smaragdina (Taylor, 1940)
- Exerodonta sumichrasti Brocchi, 1879
- Exerodonta xera (Mendelson & Campbell, 1994)

## Publication originale
- Brocchi, 1879 : Sur divers batraciens anoures de l'Amérique Centrale. Bulletin de la Société Philomatique de Paris, sér. 7, vol. 3, p. 19-24 (texte intégral).